# Biskupice (powiat radziejowski)
Biskupice – wieś w Polsce położona w województwie kujawsko-pomorskim, w powiecie radziejowskim, w gminie Radziejów.
W latach 1954–1959 wieś należała i była siedzibą władz gromady Biskupice, po jej zniesieniu w gromadzie Radziejów. W latach 1975–1998 miejscowość należała administracyjnie do województwa włocławskiego. Wieś sołecka – zobacz jednostki pomocnicze gminy Radziejów w BIP.
Według Narodowego Spisu Powszechnego (III 2011 r.) liczyła 573 mieszkańców. Jest największą miejscowością gminy Radziejów.